# クラッシュ・バンディクー2 コルテックスの逆襲!
『クラッシュ・バンディクー2 コルテックスの逆襲!』（クラッシュ・バンディクー2 コルテックスのぎゃくしゅう!、英語: Crash Bandicoot 2: Cortex Strikes Back）は、1997年12月18日にソニー・コンピュータエンタテインメント（現ソニー・インタラクティブエンタテインメント）から発売されたPlayStation用のアクションゲーム。開発元はノーティードッグ。クラッシュ・バンディクーシリーズの2作目である。

## 概要
前作『クラッシュ・バンディクー』が好評だったことを受けて制作された。前作からシステムが大幅に見直されてシリーズの基本的なシステムは実質的に本作で完成した。前作が順番にステージを進めていく形式だったのに対し、本作ではワープルームからステージを選択する形式が取られていて、ワープルームでセーブを行うことができるようになっている。ステージ自体のバリエーションも増えて、難易度も改善された。
ステージクリアの条件も前作から変更されており、クリアのためには、ゴールに到達するだけではなく、パワーストーンを手に入れる必要がある。
前作においてクラッシュのアクションは移動、スピンアタック、ジャンプのみだったが、今作からは○ボタンとR1ボタンでの操作が追加されたことにより、新たにスライディング、ボディプレス、ハイジャンプ、ハイハイ、しゃがみが追加され、より多様な動きが可能になった。さらにイベントボイスの追加により、キャラクターの特徴やストーリー性も確立された。日本版のみの隠し機能として、エンディング中に登場する「ヒミツのコマンド」をゲームスタート時に入力することで、日本版限定のテーマ曲「クラッシュ万事休す」のミュージックビデオが流れるという仕掛けが存在する。

## ストーリー
前作でクラッシュとの戦いに敗れ、飛行船から落ちたネオ・コルテックス。落下した地下洞窟の中で、彼は強大な力を秘めた宝石「パワーストーン」を発見する。コルテックスはそのパワーストーンの力を利用して再び世界征服をしようと企むのだった。一方、オーストラリア南東タスマニア地方の小島では、前作での恋人・タウナにフラれたクラッシュが、彼の妹・ココの指導のもとで「モテモテ・トレーニング」に勤しんでいた。
一年後、宇宙に浮かぶ「スペース・ステーション」で、コルテックスは彼の新しい参謀・エヌ・ジンとともに、改良した洗脳光線「コルテックス・ヴォルテックス」で地球上の生物を一気に洗脳し、奴隷にするという計画を進めていた。エヌ・ジンによると、光線の発射にはパワーが足りず、計画の実行にはパワーストーンがあと25個必要だという。そこでコルテックスはクラッシュを誘拐してワープルームに呼び出し、自分の立体映像を通じて「地球を救う為にパワーストーンを集めて欲しい」と頼む。クラッシュは自分が騙されていることに気付かないまま新たな冒険を始める。

## 主な登場キャラクター
担当声優は「現地版 / 日本版」の順で記載。
クラッシュ・バンディクー
声 - ブレンダン・オブライエン / 同左
アクアク
声 - なし / 緒方賢一
ネオ・コルテックス
声 - クランシー・ブラウン / 飯塚昭三
ニトラス・ブリオ
声 - ブレンダン・オブライエン / 小形満
リパー・ルー
声 - ダラス・マッケノン /

### 新キャラクター
ココ・バンディクー
声 - ヴィッキー・ウィンタース / 池澤春菜
エヌ・ジン
声 - ブレンダン・オブライエン / 中田和宏
タイニータイガー
コモド・ジョー
コモド・モー
ポーラ
グリン
パパぐま

## アイテム
リンゴ
ステージの至る所に浮いており、100個集めると残機が1つ増える。スピンアタックが当たると飛んで行ってしまう。
クラッシュプレート
各ステージの固定された場所に配置されたアイテムで取ると残機が1つ増える。他のアイテムと違い、一度取るかスピンアタックを当てて飛ばしてしまうと、もう一度ステージに入りなおすまでミスしても復活しない。
アクアク・マスク
クラッシュがダメージを受けた時に1度だけ身代わりになってくれ、3枚取ると一定時間無敵状態になれる。スピンアタックが当たると飛んで行ってしまう。
パワーストーン
各通常ステージに1個ずつ存在する。これを集めることがゲームの目的であるため、取らずにゴールした場合はクリア扱いにならない。ステージ道中の目立つ位置に配置されており、各ワープルーム内の5つのステージでパワーストーンを集めることでボスに挑戦できる。取らないままゴールしてワープルームに帰ってくるとコルテックスに怒られ、これを3回繰り返すと、本気で心配になったコルテックスにパワーストーンについての解説を聞かされることになる。
白ダイヤ
ステージ内の全ての箱を壊す等で手に入る。隠しステージの場合は白ダイヤしか出てこないので、取得していない場合クリア扱いにならない。白ダイヤとカラーダイヤを全て集めることで、真のエンディングを見ることができる。
カラーダイヤ
難易度が高いコースをクリアしたり、特定条件を満たすことで手に入る特別なダイヤ。黄・赤・紫・青・緑の5種類があり、すべてのダイヤを取得することで隠しダイヤを入手できるコースへのルートが開く。

## 箱の種類
木箱
板が×の形に張られて補強されているごく普通の真四角の木箱。リンゴが1〜8個入っている。
シマ箱
板が斜めではなく縦に張られ、縞模様に見える箱。踏みつけ又は頭突きでぽんぽん跳ねる。一回跳ねるごとにリンゴを1個得られる。
最高で10個のリンゴが得られるが、スピンアタックなどで側面から壊した場合は何も貰えなくなってしまう。ただし、無敵状態や乗り物に乗っている場合に限り、側面から壊してもその場で10個のリンゴが手に入る。
1UP箱
クラッシュの顔が描かれた箱。クラッシュプレートが一個入っている。
一部の場所を除き、一度壊した際は、そのステージを出るまでの間、基本的には再度その場所にこの箱が配置されることはなく、代わりに「？」箱が配置される。
鉄ワク箱
木箱の枠が鉄になっている頑丈な箱。ボディプレス、箱の方が頭上に落下してきたときまたは、無敵状態でしか壊せない。リンゴが入っている。
その性質上、プレイヤーにとって、嫌な場所に配置されていることが多い。
アクアク箱
アクアクの顔が描かれた箱。アクアクが1枚入っている。操作方法やそのステージに関係したこと、テクニックなどの助言を聞くことができる。
チェックポイント箱(C箱)
「チェックポイント」。壊れるのではなく箱が開く形で作動し、ミスをした時、最後にC箱を開けた場所からやり直す事ができる。
今作からC箱を開けると、その時点まで壊した箱の数が記録されるためリセットされなくなった。
ジャンプ箱
黄色い上向きの矢印が描かれた箱。踏むと高く飛び上がれる。×ボタンを押し続けるとより高く飛べる。
真下からの頭突きか、側面からスピンアタックなどをすることで壊すことができる。壊すとリンゴが0~1個得られる。
？箱
黄色い「？」マークが描かれた箱。リンゴかクラッシュプレートが入っている。一部の高難度ステージではアクアクが入っていることもある。
木箱と並んでよく配置されていることが多い。
TNT箱
爆弾が描かれた赤い箱。上から踏むか、下から頭突きをすると3カウント後に爆発する。ただしスピンで攻撃を加えると即爆発してしまう。
無重力ステージに配置されているものは、触るだけでカウントダウンが始まる。無敵状態であれば無難に壊せる。
ニトロ箱
触っただけで爆発する緑色の箱。時々ピョコピョコと跳ねることがある。
この箱もパーフェクトの個数に含まれるため、障害物に壊してもらったり、無敵状態で触ったり、「！」ブロック（緑）を作動して壊す必要がある。
透明箱
白い枠だけの箱。透明であり触れることができない。ステージ内にある近くにある「！」ブロックを作動させると実体化するが、どの種類の箱(ブロック)かは実体化するまで不明。
ブロック
全面を鉄で覆われ、何をしても絶対に壊れない金属のブロック。基本的に足場として利用することが多い。
ジャンプブロック
黄色い上向きの矢印が描かれたブロック。踏むと高く飛び上がれる。×ボタンを押し続けるとより高く飛べる。
！ブロック
黄色い「！」マークが描かれたブロック。スイッチを入れると対応する透明箱が実体化する。作動させると「！」マークが消え、ただのブロックになる。
！ブロック（緑）
緑色の「！」ブロック。スイッチを入れるとステージ内のニトロ箱が全て爆発する。

## 足場
ワープの足場
？の足場
ボーナスラウンドへと導いてくれる足場。足場ではなく穴になっている入り口も存在する。
透明の足場
ノーミスでここまで来ると「ドクロの足場」に変化する。
ドクロの足場
ノーミスで透明な足場がある所まで来ると出現し、乗ることで高難易度ステージへと移動する。
透明の足場（色つき）
その色に対応したダイヤを獲得していると「ダイヤの足場」に変化する。
ダイヤの足場
透明の足場（色つき）の色に対応したダイヤを獲得していると出現し、乗ることで高難度ステージへと移動する。
中には全てのダイヤを必要とするステージも存在する。

## ステージ一覧
ジャングルステージ
森の中を進むステージ。敵はアルマジロやカメがいる。難易度は低い。
氷山ステージ
氷の上を進むステージ。凍った床が良く滑り、前作にも登場した円盤や木柱・石柱が待ち構えている。序盤・終盤は奥スクロール。中盤は横スクロールの長いステージ。
川ステージ
川を石畳の上を渡って進むステージ。川に落ちたら即アウト。途中ではサーフボードにのる場面もある。
雪山ステージ
画面手前に向かって進む前スクロールのステージ。後ろからは雪玉やパパ熊が追いかけ、前からは突如現れる穴やフェンスを避けなければならない。
しろくまステージ
しろくまのポーラに乗って進む強制スクロールステージ。瞬時の判断力が必要不可欠。
地下道ステージ
蒸し暑い地下道を進むステージ。水中には電気ウナギが常時放電している。途中には金網に捕まり進むステージもある。
遺跡ステージ
崩壊寸前の遺跡を進むステージ。崩れる石柱、傾く石柱、炎を吐く石像などトラップが多い。全体を通して足場が狭く、少しでも操作を誤ると落下してしまう。
山岳ステージ
山岳地帯を進む、氷山ステージと並ぶ長距離ステージ。殺人バチも襲ってくるが、地面に潜れる箇所もある。
研究所ステージ
謎の研究所を進むステージ。最終局面のため、ピストン、高温足場、スモールビームなどトラップも大量に設置されている。
無重力ステージ
ジェットパックを背負い宇宙ステーション内を進む。独特な操作感で操作に慣れるのに時間がかかる。
ジャングル（暗）ステージ

## 乗り物
サーフボード
川のステージで登場。ジェット噴射で進む。クラッシュのみ使用可能。
ポーラ
白熊。クラッシュが上にまたがり、走る。
ジェットパック
宇宙ステージで登場。コルテックスとの対戦ステージでも使用する。

## 前作からの変更点
今作から追加されたアクションとアイテムを除き、その他前作から変更された点を紹介する。
セーブ方法
前作はタウナとコルテックスのボーナスチャレンジをクリアしたりダイヤを入手したりしないとセーブできなかったが、本作からはワープルーム内でいつでもセーブできるようになった。
セーブファイルと名前
前作のセーブファイルは1ブロック1ファイルであったが、本作からは1ブロック4ファイルセーブできるようになり、そのファイルの名前を入力して登録できるようになった。また、最後にプレイしたステージに関係した絵柄が表示されるようになった。
ステージ選択制
前作はマップ制で基本的に1本道であったが、本作からはワープルームで各フロアに5つのステージから選べるようになったため、そのフロアにあるステージを順番に関係なく挑戦できるようになった。
ボーナスラウンドの仕様
ボーナスラウンドへ入る方法が「?」の台に乗ったり「?」に印された所に落ちることでボーナスチャレンジに挑戦できるようになった。
また、ミスをしてもクリアするまで何度でも再挑戦できるほか、クリアしてもそのステージに再挑戦できるようになった。
ステージのクリア条件
ステージのクリア条件が「各ステージに配置されているパワーストーンを入手すること」となり、ただゴールをするだけではクリアにならなくなった。また、隠しステージの場合は白ダイヤを入手しないとクリアにならなくなった。
壊した箱のカウント
本作からはチェックポイントに入ってミスをしても、チェックポイントに入った所まで壊した箱の数がリセットされなくなりノーミスで箱を全部壊す必要が無くなった。
アクアクの助言方法
本作からのアクアクの箱を壊した後の助言がフルボイス式になって、字幕で表示されなくなった。また、アクアクの箱を壊した時点でアクアクを入手するようになった。
各ステージのダイヤの入手できる数と仕様
前作は各ステージにダイヤは1個ずつしかなかったが、今作からは一部のステージを除いて2個ずつになった。1個は前作と同じように箱を全部壊したときのダイヤ、もう1個は特定条件などでもらえるダイヤとなった。
パーフェクト時のダイヤの取得方法
本作からはゴール時ではなく、ゴール前の時点でそのステージにある全ての箱を壊せばダイヤが出現して取得できるようになった。また、全部壊していない場合は半透明の箱が表示され、そのステージにある箱の数を表示されるようになった。
壊した箱の数の表示
アクション画面に表示されるステータスに、新たに壊した箱の数が表示されるようになった。
ボーナスチャレンジ内の箱がパーフェクトに含まれるようになった
前作のボーナスチャレンジの箱はパーフェクトに含まれていなかったが、本作からはボーナスチャレンジ内の箱もパーフェクトに含まれるようになり、ステージ内の箱を全部壊すだけではパーフェクトにはならなくなった。
カラーダイヤの取得方法
カラーダイヤの入手方法が、ドクロコースをクリアしたり特定条件を満たしたりすることで入手できるようになった。本作のみ入手方法が特殊であるため、取扱説明書で取得方法のヒントが掲載されていたりアクアクの助言で聞くことができたりする。また、前作に登場したオレンジダイヤは今作から廃止された。
残機
本作から残機がセーブされるようになり、ロードから再開しても初期状態にならなくなった。
ドクロの足場
特定コースで透明の足場までノーミスで進めると出現する、難易度の高いドクロコースへ行けるドクロの足場が登場した。このコースをクリアするとダイヤが手に入る。
隠しステージの入り方
本作から隠しステージの入り方が特定条件を満たすことになり、隠しステージのワープルームに行くには毎回特定ステージで条件を満たさないと入れなくなった。なお、1度出現した隠しステージは、再度隠しステージのワープルームに行けば、自由に選ぶことができる。
ボスとの再戦
本作のボス戦は1度クリアするとボス戦は省略されて次のワープルームへ移動するため、再戦したい場合はワープルームのエレベーターに乗った状態で△ボタンを押しながら別のワープルームへ行く必要がある。
デュアルショック
本作よりデュアルショック対応となり、様々な場面に応じてコントローラが振動するようになった。また、移動時の操作でアナログスティックでも操作可能となり、滑らかな動きや倒した角度に応じて移動速度を変えられるようになった。前作と同様に方向キーでも操作可能。

## 開発
本作の開発は、200万ドルの予算をかけて1996年10月から13か月に渡って行われた。
本作の世界観のコンセプトアートはノーティードッグに所属するボブ・ラフェイ、エリック・イワサキ、エリック・パンギリアン、シャーロット・フランシス、ジェイソン・ルービンが手掛けた。ジャングルのステージの当初案は霧に包まれたものだったが、霧でポリゴンを隠す手法を使った他の開発会社が雑誌や世間から批判を受けたのを見て却下され、代わりに陽光や深度のアクセント付けが実験的に行われた。
また、薄汚い場所をステージとして使う実験として、下水道のステージが設けられた。下水道のステージでは、パイプが並ぶだけの背景から味気無さを取り除いて深みを出すために、色彩のコントラストが多用された。
ソニー・コンピュータエンタテインメントの日本法人は、前作にクラッシュの恋人として登場したタウナはセクシーすぎて作品に合わなかったとしており、本作にタウナは登場しなかった。タウナの代わりとして、ココ・バンディクーが登場している。
1997年3月18日、シリーズのキャラクターデザイナーであるチャールズ・ゼンビラスは初めてココのスケッチを描いた。
アンディ・ガビンは本作のために制作した新しいゲームエンジン「"Game-Oriented Object LISP 2"（GOOL 2）」を導入した。
ジャングルのステージにおける水面や泥はY軸の上にきちんと載せる必要があり、本作では平坦なZバッファも作られた。
本作のサウンドトラックはMutato Muzikaのジョシュ・マンセルが手掛け、効果音はユニバーサル・サウンド・スタジオ（マイク・ゴロム、ロン・ホーウィッツ、ケビン・スピアーズ）が担当した。
キャラクターデザインはAmerican Exitus, Incorporatedのチャールズ・ゼンビラスが担当した。
登場人物のうち、ネオ・コルテックスはクランシー・ブラウンが、クラッシュとエヌ・ジンはブレンダン・オブライエンが、ココはヴィッキー・ウィンターズが担当した。
本作は1997年6月にジョージア州アトランタで開かれたE3に出展され、同業者から好意的な評価を得た。1997年8月、本作のアルファ版が制作された。このころ、Gex: Enter the Geckoのリードデザイナーであるダン・アレイがノーティードッグに入社し、本作のレベルデザインの能率化を実施した。

### 日本語版の開発
本作は、前作同様日本に向けた調整が施され、アクアクによるヒント機能も搭載されたほか、隠しムービーも導入された。また、クラッシュが頭と足を見せて圧死するアニメーションが、同年に発生した神戸連続児童殺傷事件で被害者の頭部が切断されて靴だけが残されるという殺害方法を連想させることから、日本版のみこの演出が削除された。

## 反響
本作は、批評家から好意的な評価を寄せられた。
GameSpotのジョン・ブローディは、ワープルームの導入によってセーブシステムが改善されたほか、ステージの多様性が上がったと述べた。
IGNのスタッフは、操作の正確性について評価しており、前作と比べてゲームの直線性が減った一方、直感力を試されるボーナスゲームが増えたと述べている。
Game Revolutionのマーク・クックは本作について高く評価している。
本作のグラフィックにも好意的な評価が寄せられた。GameSpotのブローディーはPlaystation用ゲーム史上最高のグラフィックと評価し、IGNも高解像度のグラフィックを美しいと称賛した。
Game Revolutionのクックは「カットシーンを排除したことにより、ゲーム全体に美しさがもたらされ、Playstationのグラフィックの質に新たなスタンダードを与えた」と評している。
また、クックは本作のアニメーションを漫画的で非の打ち所がないと評し、ゲーム上の動物や環境、さらにはストーリーの組み立て方も完璧だと評価している。
ゲーム内の音声にも好意的な評価が寄せられた。ブローディーは本作の音楽について「これ以上よくはならないところまで良かった」と評し、クックはコルテックス役のクランシー・ブラウンの「愉快で皮肉じみた演技」がゲームの漫画的な面白さにつながったと評している。
称賛の一方で、課題点を指摘する声もあった。ブローディーは半3D描写のせいで時折わかりにくい場面があるとしており、適切な距離をはかりにくいため、ジャンプを失敗してしまうことがあると指摘した。
また、ブローディーはゲームの試行錯誤の要素が安っぽい作りで、一部ステージではステージの全容を掴むために何度も残機を消費してしまうこともあるとしている。
IGNのスタッフもステージのデザインの多様性に全力が注がれていないのではと述べ、「ジャングルや雪や水といった要素が前作からの使いまわしではないか」と指摘している。また、IGNはボスステージの難易度がプレイヤーをなめているのではないかと思うほど簡単だったと述べている。
クックも「前作は昨今の16ビット・プラットフォームゲームとものすごく似ていたのに対し、今作でも大した変化はない」と、前作のジャンルを変革させるような要素がない点について指摘している。また、クックはレンチキュラー3Dが用いられたパッケージ画像についても、「車内で15秒ほど見ていたら、激しい頭痛が襲った」という自身の経験を踏まえて、「余計なもので、悪意すら感じる」「前例のない苦痛のデバイス」と指摘している。
本作は世界中で517万部を売り上げ、このうちアメリカ合衆国では378万部が売られ、日本での売り上げは130万部だった。
これにより、本作は最も売れたPlaystation用ゲームソフトの一つとなり、1998年8月30日にはSony Greatest Hitsとして廉価版が発売され、1999年にはPlatinum Rangeとして再発売された。
また、日本では1998年4月の時点で80万部を売り上げ、日本における非日本語圏のゲームの売り上げ記録を更新した。
2007年7月26日にはヨーロッパのPlayStation Networkでダウンロード販売がされたものの、同時に配信された『スパイロ×スパークス トンでもツアーズ』と『メディーバル 甦ったガロメアの勇者』に技術的なトラブルが見つかったことから、予防措置として同年8月7日に配信が取りやめられた。
その後、本作は2008年1月10日に北米のPlayStation Networkで配信され、2011年2月2日にはヨーロッパのPlayStation Networkでも配信が再開された。

## その他
日本語版パッケージに書かれている英文タイトルは「CRASH BANDICOOT2~COLTEX STRIKES BACK~」となっており、コルテックスの本来の綴りである「CORTEX」が「COLTEX」と誤って表記されている。